# Lijst van zoogdieren met Nederlandse namen - D
Dit is een lijst van zoogdieren met Nederlandse namen met als beginletter van hun wetenschappelijke naam een D.
| Wetenschappelijke naam       | Eerste keuze                          | Overige Nederlandse namen                                        | Commentaar |
| ---------------------------- | ------------------------------------- | ---------------------------------------------------------------- | ---------- |
| Dactylomys dactylinus        | Echte vingerrat                       |                                                                  |            |
| Dactylopsila palpator        | Kleine buideleekhoorn                 |                                                                  |            |
| Dactylopsila trivirgata      | Gestreepte buideleekhoorn             |                                                                  |            |
| Dama dama                    | Damhert                               |                                                                  |            |
| Damaliscus lunatus           | Lierantilope                          | Tsessebe, sassaby, topi, tiang, basterhartenbees                 |            |
| Damaliscus pygargus          | Bontebok                              | Blesbok                                                          |            |
| Dasycercus cristicauda       | Kamstaartbuidelmuis                   | Mulgara                                                          |            |
| Dasyprocta azarae            | Azara's agoeti                        | Azara-agoeti                                                     |            |
| Dasyprocta fuliginosa        | Mooragoeti                            |                                                                  |            |
| Dasyprocta leporina          | Goudhaas                              | Gouden agoeti                                                    |            |
| Dasypus hybridus             | Zuidelijk gordeldier                  |                                                                  |            |
| Dasypus kappleri             | Kapplergordeldier                     |                                                                  |            |
| Dasypus novemcinctus         | Negenbandig gordeldier                | Negenbandgordeldier                                              |            |
| Dasypus pilosus              | Harig gordeldier                      |                                                                  |            |
| Dasypus sabanicola           | Savannegordeldier                     |                                                                  |            |
| Dasypus septemcinctus        | Zevenbandgordeldier                   |                                                                  |            |
| Dasyuroides byrnei           | Kamstaartbuidelrat                    | Kowari                                                           |            |
| Dasyurus albopunctatus       | Nieuw-Guinese gevlekte buidelmarter   |                                                                  |            |
| Dasyurus geoffroii           | Zwartstaartbuidelmarter               |                                                                  |            |
| Dasyurus hallucatus          | Dwergbuidelmarter                     | Noord-Australische buidelmarter                                  |            |
| Dasyurus maculatus           | Grote buidelmarter                    | Reuzenbuidelmarter, tijgerkat                                    |            |
| Dasyurus viverrinus          | Gevlekte buidelmarter                 |                                                                  |            |
| Daubentonia madagascariensis | Vingerdier                            | aye-aye                                                          |            |
| Delphinapterus leucas        | Beloega                               | Witte dolfijn, witte walvis                                      |            |
| Delphinus capensis           | Kaapse dolfijn                        |                                                                  |            |
| Delphinus delphis            | Gewone dolfijn                        | Dolfijn                                                          |            |
| Dendrogale melanura          | Zuidelijke zachtstaarttoepaja         | Borneobergtoepaja, borneozachtstaarttoepaja                      |            |
| Dendrogale murina            | noordelijke zachtstaarttoepaja        | Noordelijke bergtoepaja                                          |            |
| Dendrohyrax arboreus         | Zuidelijke boomklipdas                | Boomklipdas, savanneklipdas                                      |            |
| Dendrohyrax dorsalis         | Westelijke boomklipdas                | Boomklipdas                                                      |            |
| Dendrolagus bennettianus     | Bennettboomkangoeroe                  |                                                                  |            |
| Dendrolagus dorianus         | Doriaboomkangoeroe                    |                                                                  |            |
| Dendrolagus goodfellowi      | Goodfellowboomkangoeroe               |                                                                  |            |
| Dendrolagus inustus          | Grijze boomkangoeroe                  |                                                                  |            |
| Dendrolagus lumholtzi        | Lumholtzboomkangoeroe                 |                                                                  |            |
| Dendrolagus matschiei        | Matschieboomkangoeroe                 |                                                                  |            |
| Dendrolagus pulcherrimus     | Goudmantelboomkangoeroe               |                                                                  |            |
| Dendrolagus ursinus          | Bruine boomkangoeroe                  |                                                                  |            |
| Dendromus insignis           | Aalstreepboommuis                     |                                                                  |            |
| Dendromus mesomelas          | Brants boommuis                       |                                                                  |            |
| Dendromus vernayi            | Afrikaanse boommuis                   |                                                                  |            |
| Desmana moschata             | Russische desman                      | wychuchol                                                        |            |
| Desmodus rotundus            | Gewone vampier                        |                                                                  |            |
| Diaemus youngi               | Witvleugelvampier                     |                                                                  |            |
| Dicerorhinus sumatrensis     | Sumatraanse neushoorn                 |                                                                  |            |
| Diceros bicornis             | Zwarte neushoorn                      | Puntlipneushoorn                                                 |            |
| Diclidurus albus             | Spookvleermuis                        |                                                                  |            |
| Dicrostonyx groenlandicus    | Groenlandse halsbandlemming           |                                                                  |            |
| Dicrostonyx hudsonius        | Gekraagde lemming                     | Hudsonhalsbandlemming                                            |            |
| Dicrostonyx torquatus        | Halsbandlemming                       |                                                                  |            |
| Didelphis albiventris        | Zuid-Amerikaanse opossum              | Witooropossum                                                    |            |
| Didelphis marsupialis        | Midden-Amerikaanse opossum            | Mexicaanse opossum, Noord-Amerikaanse opossum                    |            |
| Didelphis virginiana         | Noord-Amerikaanse opossum             | Virginiaanse buidelrat, Virginiaanse opossum, Mexicaanse opossum |            |
| Dinaromys bogdanovi          | Bergmuis                              |                                                                  |            |
| Dinomys branickii            | Pacarana                              |                                                                  |            |
| Diphylla ecaudata            | Ruigpootvampier                       |                                                                  |            |
| Diplogale hosei              | Borneobandcivetkat                    |                                                                  |            |
| Diplomesodon pulchellum      | Gevlekte spitsmuis                    |                                                                  |            |
| Diplomys caniceps            | Zachthaarboomstekelrat                |                                                                  |            |
| Dipodillus campestris        | Veldrenmuis                           |                                                                  |            |
| Dipodillus lowei             | Lowes renmuis                         |                                                                  |            |
| Dipodomys agilis             | Pacifische kangoeroegoffer            |                                                                  |            |
| Dipodomys deserti            | Woestijnkangoeroegoffer               |                                                                  |            |
| Dipodomys elator             | Texaskangoeroegoffer                  |                                                                  |            |
| Dipodomys ingens             | Reuzenkangoeroerat                    |                                                                  |            |
| Dipodomys merriami           | Merriams kangoeroegoffer              | Merriamkangoeroegoffer                                           |            |
| Dipodomys ordii              | Ordkangoeroegoffer                    |                                                                  |            |
| Dipodomys venustus           | Santa Cruzkangoeroegoffer             |                                                                  |            |
| Dipus sagitta                | Ruigvoetspringmuis                    |                                                                  |            |
| Distoechurus pennatus        | Vederstaartbuidelmuis                 |                                                                  |            |
| Dolichotis patagonum         | Mara                                  | grote mara, Patagonische haas                                    |            |
| Dolichotis salinicola        | Kleine mara                           |                                                                  |            |
| Dologale dybowskii           | Afrikaanse tropische savannemangoeste |                                                                  |            |
| Dorcatragus megalotis        | Beira                                 |                                                                  |            |
| Dorcopsis atrata             | Goodenoughwallaby                     |                                                                  |            |
| Dorcopsis hageni             | Hagenwallaby                          |                                                                  |            |
| Dorcopsis muelleri           | Mullerwallaby                         |                                                                  |            |
| Dorcopsulus macleayi         | Macleaywallaby                        |                                                                  |            |
| Dremomys pernyi              | Roodkopeekhoorn                       |                                                                  |            |
| Dromiciops gliroides         | Monito del monte                      | Colocolo                                                         |            |
| Dryomys nitedula             | Bosslaapmuis                          | Boomslaapmuis, boomslaper                                        |            |
| Dugong dugon                 | Doejong                               | zeekoe, Indische zeekoe                                          |            |
| Dusicyon australis           | Falklandvos                           |                                                                  |            |
| Dymecodon pilirostris        | Hondospitsmuismol                     |                                                                  |            |

A · 
B ·
C ·
D ·
E ·
F ·
G ·
H ·
I ·
J ·
K ·
L ·
M ·
N ·
O ·
P ·
R ·
S ·
T ·
U ·
V ·
W ·
X ·
Z